# Johann Karl Ehrenfried Kegel

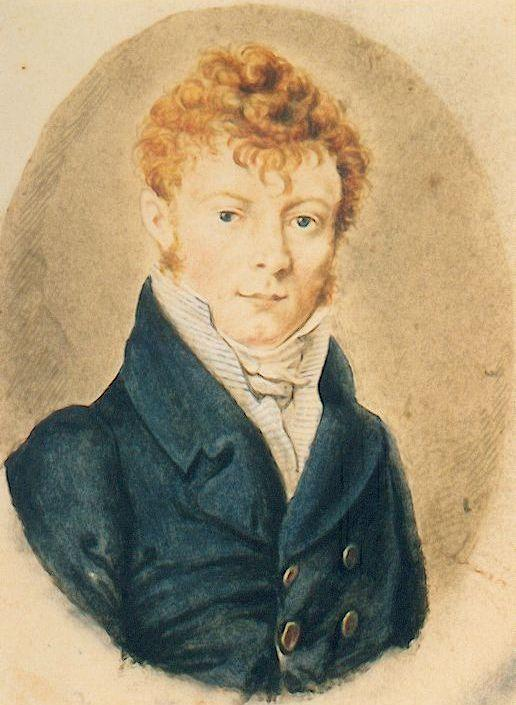
Johann Karl Ehrenfried Kegel

Johann Karl Ehrenfried Kegel (ur. 3 października 1784 w Friesdorfie, zm. 25 czerwca 1863, w Odessie) – niemiecki agronom i podróżnik. W latach 1841 – 1847 podróżował przez Kamczatkę.